# Желтоносово
Желтоно́сово — деревня в Ивановском районе Ивановской области. Входит в состав Богданихского сельского поселения.

## География
Деревня находится в центральной части Ивановской области, на расстоянии приблизительно 20 км (по прямой) к юго-востоку от вокзала станции Иваново в административном центре района и области.

### Часовой пояс
Деревня Желтоносово, как и вся Ивановская область, находится в часовой зоне МСК (московское время). Смещение применяемого времени относительно UTC составляет +3:00.

## История
Основана после отмены крепостного права. В 1902 году в деревне Шуйского уезда Владимирской губернии насчитывалось 12 дворов, проживало 70 человек.

## Население
| 1905 | 2010 |
| ---- | ---- |
| 70   | ↘6   |

### Национальный состав
Согласно результатам переписи 2002 года, в национальной структуре населения русские составляли 100 % из 6 чел.